# Anubis mellyii
Anubis mellyii är en skalbaggsart som först beskrevs av White 1853.  Anubis mellyii ingår i släktet Anubis och familjen långhorningar.
Artens utbredningsområde är Zimbabwe. Inga underarter finns listade i Catalogue of Life.